# I+B
I+B es una serie de televisión producida por Mundo Ficción para el canal Factoría de Ficción. Se trata de una comedia. La serie se estrenó el martes 18 de junio de 2013 y finalizó el 20 de agosto del mismo año.

## Personajes

### Personajes principales
- Alfonso Sánchez es Sixto.[3]
- Alberto López es Manolo.[4]

### Personajes secundarios
- Maruxa[5]
- Pepe Rodríguez es Enrique.[6]
- Olga Martínez es Ana.[7]
- Miguel Ángel Sutilo es Agustín.[8]
- María Cabrera es Marta.[9]
- Mari Paz Sayago es Silvia.[10]
- Joserra Leza es Alfredo.[11]
- Sergio Domínguez es Hichman.[12]
- Alfonso Valenzuela es Toni.[13]
- José Manuel Poga es "el policía Fuentes".[14]
- Fran Torres es Roberto.[15]
- Estrella Corrientes es Cristina.[16]
- Elías Pelayo es García.[17]
- Daniel Morilla es Sebastian.[18]
- Antonia Gómez es Rebeca.[19]

## Ficha técnica
- Producción:
Mundo Ficción
Alfonso Sánchez
Alberto López
- Producción ejecutiva:
Coca Cola
- Guionistas:
Alfonso Sánchez
Sergio Rubio

## Episodios
- Capítulo 1: Porra antequerana
- Capítulo 2: Secreto ibérico
- Capítulo 3: Pollo al Tiki-Taka
- Capítulo 4: Pincho de tortilla
- Capítulo 5: Mosto peleón
- Capítulo 6: Fresas con nata
- Capítulo 7: Tapacubos
- Capítulo 8: Pistachos
- Capítulo 9: Servicio a domicilio
- Capítulo 10: Liebre estofada